# Xyrichtys woodi
Xyrichtys woodi е вид бодлоперка от семейство Зеленушкови. Видът не е застрашен от изчезване.

## Разпространение и местообитание
Разпространен е в САЩ.
Обитава пясъчните дъна на морета. Среща се на дълбочина около 48 m.

## Описание
На дължина достигат до 19,3 cm.